# Armadillidium pulchellum
Armadillidium pulchellum är en kräftdjursart som först beskrevs av Zenker 1799.  Armadillidium pulchellum ingår i släktet Armadillidium och familjen klotgråsuggor. Arten är reproducerande i Sverige. Inga underarter finns listade i Catalogue of Life.